# Jänickendorf (Steinhöfel)
Jänickendorf ist ein Ortsteil der Gemeinde Steinhöfel im Landkreis Oder-Spree im Land Brandenburg.

## Geographische Lage
Das Straßenangerdorf liegt nördlich des Gemeindezentrums und grenzt im Norden an den Maxsee der Stadt Müncheberg. Es folgen im Uhrzeigersinn die weiteren Ortsteile Schönfelde und Beerfelde, der Ortsteil Trebus zu Fürstenwalde/Spree sowie die beiden Ortsteile Hangelsberg und Kienbaum, die jeweils zur Gemeinde Grünheide (Mark) gehören. Der nördliche und südöstliche Teil der Gemarkung ist bewaldet; die übrigen Flächen werden überwiegend landwirtschaftlich genutzt. Der Dorfanger befindet sich in etwa im Zentrum der Gemarkung und erstreckt sich in West-Ost-Richtung.

## Geschichte

### 14. und 15. Jahrhundert

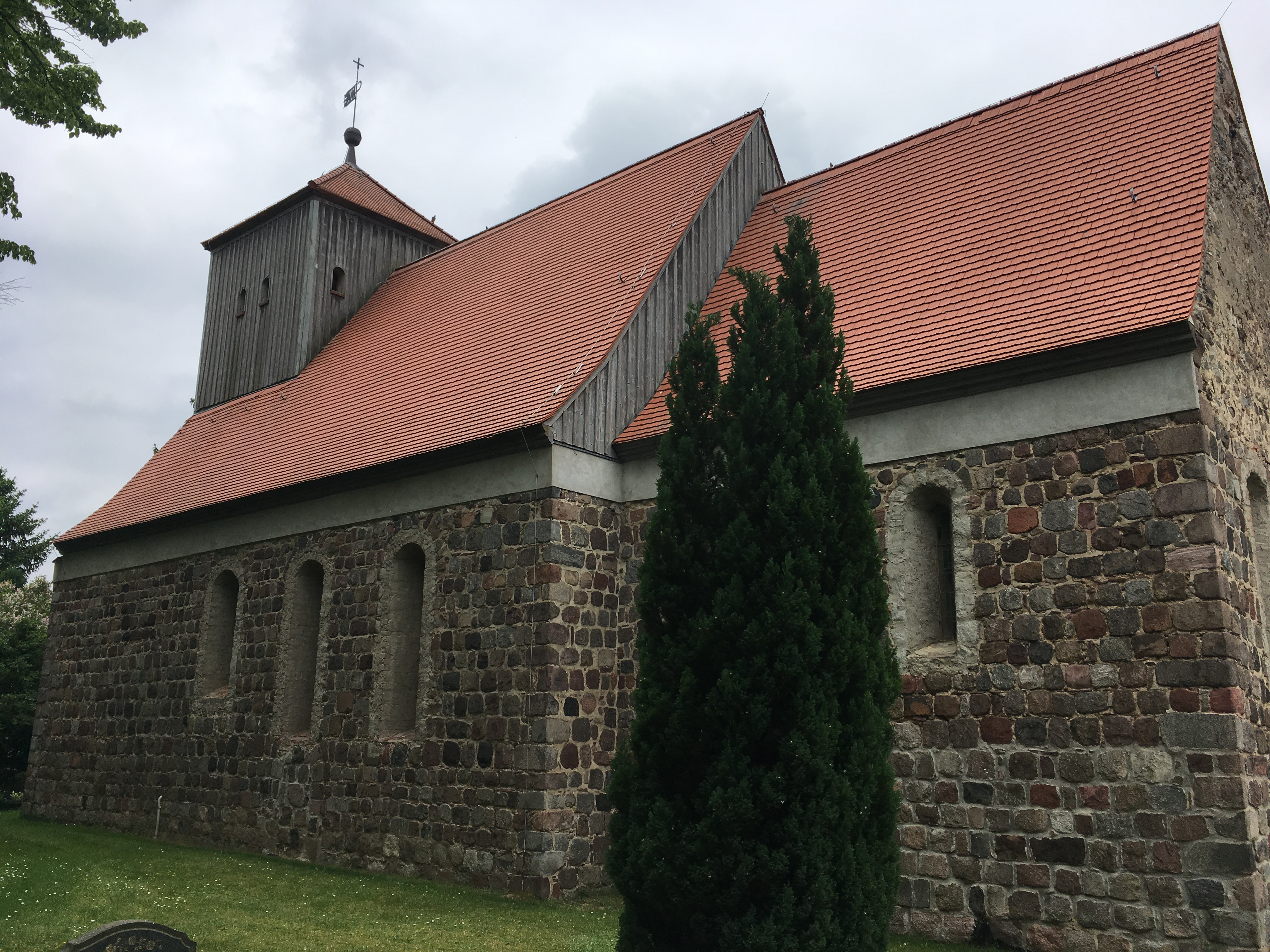
Dorfkirche

Jänickendorf wurde erstmals 1354 urkundlich als Jänkendorff, Jankindorp erwähnt, als es zu einem Rechtsstreit zwischen Ludwig VI. und Heinrich von Banz, dem Bischof von Lebus kam. Der Ort hat jedoch zu dieser Zeit bereits bestanden, denn eine Dorfkirche gab es bereits im dritten Viertel des 13. Jahrhunderts. Als sicher gilt, dass Jekendorff im Jahr 1405 als Kirchdorf dem Bischof gehörte und er das Dorf vor 1405 an die Familie Wagenschütz verlehnte. Vor 1460 waren die von Ihlow Besitzer von sechs Hufen, die jedoch keine Abgaben leisten mussten. Im Jahr 1460 war Jenekendorff insgesamt 50 Hufen groß, davon standen dem Pfarrer vier Hufen zu. Die bereits genannten acht Hufen mussten keine Abgaben leisten, so dass lediglich 38 Hufen „zinsen“ mussten. Die Last konzentrierte sich dabei auf sechs Kossäten und den Krüger, da die anderen Hufen bzw. Kossätenhöfe „vorher“ wüst gefallen waren. Das Dorf fiel anschließend wieder weitgehend in den Besitz des Bistums. Davon ausgenommen waren 22 Hufen, die spätestens 1496 im Besitz des Domkapitels Lebus/Fürstenwalde kamen und wohl 1563 an das Amt Fürstenwalde fielen. Im Jahr 1496 lebten im Dorf fünf Vierhufner (darunter der Krüger), ein Zweihufner und vier Kossäten. Es gab 39 türkensteuerpflichtige Personen, darunter den Krüger, 14 weitere verheiratete Personen, davon drei mit Tochter, einer mit einem Sohn, einer mit einem Knecht, einer mit einer Tochter, zwei mit einer Magd, ein Tagelöhner sowie sieben Söhne und Töchter, zwei Knechte, eine Dienerin und eine Magd.

### 16. und 17. Jahrhundert
Im Jahr 1541 betrug die Abgabenlast der Bewohner 51 Rheinische Gulden (fl) 16 Groschen (gr) 2 Pfennig (d) Landsteuer. Um 1550 war das Dorf 48 Hufen groß.  Detaillierte Angaben liegen aus dem Jahr 1606 vor. Demzufolge gab es den Dorfschulzen, der acht Hufen bewirtschaftete, acht Vierhufner (darunter den Krüger), zwei Dreihufner, einen Zweihufner und sechs Kossäten. Sie bewirtschafteten 286 Morgen (Mg) Heideland, 44 Mg Pfefferland und 63 Mg Wiesen an der Spree, die ihnen vom Amt zugewiesen worden waren. Der Pfarrer besaß im Jahr 1600 einen Pfarrhof mit zwei Pfarrhufen und erhielt 6 Scheffel Roggen, 6 Scheffel Gerste und einen Schock Bund Gerstenstroh sowie 2 Wispel Meßkorn. Der Küster erhielt 1 Wispel Roggen sowie von jedem Wirt ein Brot. Der Kirche gehörten Land zu 4 Scheffel Roggen und 5 Scheffel Gerste Aussaat. Vor dem Dreißigjährigen Krieg lebten im Dorf zwölf Hufner, sechs Kossäten, ein Kostknecht, ein Hirte und ein Paar Hausleute. Jänickendorf hatte jedoch noch keine eigene Schmiede, so dass bei Bedarf ein Laufschmied vorbeikam. Wenige Jahre zuvor war das Dorf in den Besitz des Amtes Fürstenwalde gekommen (1598). Von den 46 Bauernhufen fielen im Krieg in den Jahren 1633/1634 insgesamt 27 Hufen wüst, ebenso sieben Kossätenhöfe. Der Hirte wurde als „ohne Vieh“ beschrieben. Es gab lediglich noch den Laufschmied und einen Schäferkostknecht. Nach dem Krieg ergänzten Handwerker den Westturm um einen Turmaufsatz – mögliche Folgen der Kriegshandlungen. In den darauffolgenden Jahrzehnten war das Leben im Ort durch die Landwirtschaft geprägt. Jänickendorf erholte sich nach und nach. Bereits 1645 wurden 25 Bauernhufen bewirtschaftet: es gab einen Sechshufner (den Schulzen), drei Vierhufner, einen Dreihufner und zwei Zweihufner. Weitere vier Vierhufnerhöfe lagen allerdings noch wüst; einen bewirtschaftete davon der Küster, ebenso der Pfarrer. Insgesamt 19 Hufen lagen wüst; über weitere vier Hufen gab es keine Nachrichten. Von den sechs Kossätenhöfen waren drei besetzt, drei wüst. Im Jahr 1687 wurden 48 Bauernhufen bewirtschaftet, davon drei wüste durch den Krüger. Die drei besetzten Kossätenhöfe hatten die drei wüst liegenden untereinander aufgeteilt. Die Gemeinde wurde in dem genannten Jahr aufgefordert, den offenbar unterschlagenen Pfarrhof aufzusuchen und ihm dem Pfarrer zurückzugeben.

### 18. Jahrhundert
Im Jahr 1711 lebten im Dorf zwölf Hufner, drei Kossäten und ein Kostknecht. Sie bewirtschafteten 48 Hufen, die je fünf Groschen Abgaben leisteten. Es gab nach wie vor keine eigene Schmiede, allerdings besaß der Hirte wieder Vieh mit einem Bestand von zwölf Schafen. Eine Statistik aus dem Jahr 1734 führte für Jänickendorf elf Bauern, fünf Kossäten, zwei Hausleute und einen Schäfer sowie einen Hirten auf. Mittlerweile war eine Schmiede im Dorf entstanden. Es gab weiterhin 27 Frauen, 14 große und sechs große Töchter sowie 16 Söhne und sechs Töchter und zehn Jahren sowie je 14 Knechte und Mägde. An dieser Situation änderte sich in den nächsten Jahrzehnten nicht viel. Im Jahr 1745 waren es elf Bauern und fünf Kossäten, vier Jahre später zehn Ganzbauern, die jeder vier Hufen bewirtschafteten (der Schultheiß acht Hufen). Ein Halbbauer besaß drei Hufen, von den fünf Kossäten drei je 1 1⁄2 Hufe, zwei je 1⁄2 Hufe. Neben den vier Büdnern und einem Kostknecht gab es den Dorfhirten und vier einzelne Einlieger. Im Jahr 1772 war der Dorfschulze mittlerweile von Abgaben befreit; es gab acht Bauern und Halbbauern, acht Kossäten und Büdner und nach wie vor die bereits erwähnte Schmiede.

### 19. Jahrhundert
Zu Beginn des neuen Jahrhunderts lebten im Dorf der Lehnschulze, zehn Ganzbauern, ein Halbbauer, zwei Ganzkossäten, drei Hablkossäten, fünf Büdner und vier Einlieger. Das Dorf war 48 Bauernhufen groß und besaß eine Schmiede und einen Krug. Im Dorf wurden 24 Feuerstellen (=Haushalte) betrieben (1801), 1818 waren es 25. Zwischenzeitlich wurde das Dorf als Jaenickendorf oder Jähnichendorf bezeichnet (1805). In den weiteren Jahren erschienen erneut die Schmiede und der Krug in den Akten (1825, 1831), außerdem gab es 15 männliche und zwölf weibliche Dienstboten (1831). Jänickendorf war mittlerweile auf 29 Wohngebäude im Jahr 1840 angewachsen. Die Gemarkung war 1862/1863 insgesamt 4921,3 Morgen groß: 2253,6 Mg Acker, 28,1 Mg Gärten, 17,2 Mg Wiese, 1060,2 Mg Weide, 1382,6 Mg Wald, 19,7 Mg Wasser, 132,6 Mg Wege, 11,2 Mg Flüsse, Bäche und 15,7 Mg Hofräume. Ein Jahr später war eine Ziegelei entstanden; im Dorf standen 35 Wohngebäude sowie zwei gewerbliche und 69 steuerfreie Gebäude. Im Jahr 1882 zählte eine Statistik eine Besitzung auf, die zwischen 600 und 1000 Mg groß war (655 Mg). Vier Bauerngüter zwischen 300 und 600 Mg kamen zusammen auf 1517 Mg, zehn Güter zwischen 100 und 300 Mg zusammen auf 1889 Mg, fünf Kossäten zwischen 30 und 100 Mg zusammen auf 290 Mg sowie drei Büdner zwischen 5 und 30 Mg zusammen auf 49 Mg. Hinzu kamen zwölf Besitzungen unter 5 Mg (zusammen 25 Mg), die in Summe 4425 Mg Fläche belegten.

### 20. Jahrhundert
Zu Beginn des neuen Jahrhunderts standen in Jänickendorf 44 Häuser. Der Bestand wuchs auf 49 Häuser mit 72 Haushaltungen im Jahr 1931 an. Im Jahr 1939, das Dorf war mittlerweile Landgemeinde geworden (1931), gab es vier land- und forstwirtschaftliche Betriebe, die über 100 Hektar groß waren. Zwölf weitere waren zwischen 20 und 100 Hektar, vier zwischen 10 und 20 Hektar, zwei zwischen 5 und 10 Hektar sowie 10 zwischen 0,5 und 5 Hektar groß.
Nach dem Ende des Zweiten Weltkrieges führte die Bodenreform zu erheblichen Verwerfungen bestehender Strukturen. Insgesamt 543,2 Hektar Fläche wurden enteignet: 22,5 Hektar Wiese und Weide, 213 Hektar Wald und 16,5 Hektar sonstige Fläche. Davon erhielten 29 Neubauern insgesamt 375 Hektar. Weitere 20,2 Hektar gingen an zwei landarme Bauern, 28 Hektar an zwei Arbeiter und Angestellte, 15 Hektar Waldzulage an fünf Altbauern sowie 16,5 Hektar an die VdgB. Die Gemeinde erhielt 88,5 Hektar. 1956 richtete die Gemeinde im ehemaligen Schulgebäude einen Erntekindergarten ein, der 1959 zu einem Kindergarten weiterentwickelt wurde. Es bildete sich 1955 eine LPG vom Typ I mit acht Mitgliedern sowie eine MTS. Sie bestand im Jahr 1960 als LPG Typ III mit 100 Mitgliedern und 873 Hektar Fläche, die 1973 mit der LPG Typ III in Trebus Sitz Jänickendorf zusammengeschlossen wurde. Zum Dorf gehörte im Jahr 1957 der Wohnplatz Ausbauten (1970, 1973).
Nach der Wende erfolgte eine Umwandlung in eine Agrargenossenschaft. 1992 schloss der Kindergarten, 1998 die Agrargenossenschaft. 2001 erfolgte der Anschluss des Dorfes an Steinhöfel.

## Bevölkerungsentwicklung
| Einwohnerentwicklung in Jänickendorf von 1734 bis 1971 | Einwohnerentwicklung in Jänickendorf von 1734 bis 1971 | Einwohnerentwicklung in Jänickendorf von 1734 bis 1971 | Einwohnerentwicklung in Jänickendorf von 1734 bis 1971 | Einwohnerentwicklung in Jänickendorf von 1734 bis 1971 | Einwohnerentwicklung in Jänickendorf von 1734 bis 1971 | Einwohnerentwicklung in Jänickendorf von 1734 bis 1971 | Einwohnerentwicklung in Jänickendorf von 1734 bis 1971 | Einwohnerentwicklung in Jänickendorf von 1734 bis 1971 | Einwohnerentwicklung in Jänickendorf von 1734 bis 1971 | Einwohnerentwicklung in Jänickendorf von 1734 bis 1971 | Einwohnerentwicklung in Jänickendorf von 1734 bis 1971 | Einwohnerentwicklung in Jänickendorf von 1734 bis 1971 | Einwohnerentwicklung in Jänickendorf von 1734 bis 1971 | Einwohnerentwicklung in Jänickendorf von 1734 bis 1971 | Einwohnerentwicklung in Jänickendorf von 1734 bis 1971 | Einwohnerentwicklung in Jänickendorf von 1734 bis 1971 | Einwohnerentwicklung in Jänickendorf von 1734 bis 1971 | Einwohnerentwicklung in Jänickendorf von 1734 bis 1971 |
| ------------------------------------------------------ | ------------------------------------------------------ | ------------------------------------------------------ | ------------------------------------------------------ | ------------------------------------------------------ | ------------------------------------------------------ | ------------------------------------------------------ | ------------------------------------------------------ | ------------------------------------------------------ | ------------------------------------------------------ | ------------------------------------------------------ | ------------------------------------------------------ | ------------------------------------------------------ | ------------------------------------------------------ | ------------------------------------------------------ | ------------------------------------------------------ | ------------------------------------------------------ | ------------------------------------------------------ | ------------------------------------------------------ |
| Jahr                                                   | 1734                                                   | 1772                                                   | 1791                                                   | 1798                                                   | 1801                                                   | 1818                                                   | 1840                                                   | 1864                                                   | 1871                                                   | 1885                                                   | 1895                                                   | 1905                                                   | 1925                                                   | 1939                                                   | 1946                                                   | 1964                                                   | 1971                                                   |                                                        |
| Einwohner                                              | 118                                                    | 174                                                    | 143                                                    | 161                                                    | 167                                                    | 184                                                    | 204                                                    | 277                                                    | 305                                                    | 330                                                    | 325                                                    | 338                                                    | 320                                                    | 264                                                    | 282                                                    | 233                                                    | 274                                                    |                                                        |

## Sehenswürdigkeiten und Kultur
- Die Dorfkirche Jänickendorf ist eine Feldsteinkirche aus dem 13. Jahrhundert. Im Innern steht unter anderem ein polygonaler Kanzelkorb aus der ersten Hälfte des 17. Jahrhunderts.
- Der Europaradweg R1 führt durch den Ort.

## Wirtschaft und Infrastruktur

### Wirtschaft
Der Ort wird nach wie vor von landwirtschaftlichen Betrieben geprägt, darunter ein Produzent von Gänsen, ein Biohof und eine Ponyfarm.

### Verkehr
Der Neumühler Weg stellt nach Norden eine Verbindung nach Müncheberg her, der Ausbau Schönfelder Weg nach Nordwesten zum Ortsteil Schönfelde. Nach Süden führen der Hangelsberger Weg sowie die Trebuser Straße zu den entsprechenden Ortsteilen. Die Buslinie 432 des Busverkehrs Oder-Spree verbindet den Ort nach Gölsdorf und Fürstenwalde. In Eggersdorf ist ein Verkehrslandeplatz.